# Дорогань
Дорога́нь — село в Україні, у Довбиській селищній територіальній громаді Звягельського району Житомирської області. Чисельність населення становить 22 особи (2001).

## Історія
У 1906 році — село Рогачівської волості Новоград-Волинського повіту Волинської губернії. Відстань від повітового міста 36 версти, від волості 16. Дворів 33, мешканців 282.
До 27 липня 2016 року село входило до складу Мар'янівської селищної ради Баранівського району Житомирської області.

## Населення

### Мова
Розподіл населення за рідною мовою за даними перепису 2001 року:
| Мова            | Кількість | Відсоток |
| --------------- | --------- | -------- |
| українська      | 21        | 95.45%   |
| інші/не вказали | 1         | 5.55%    |
| Усього          | 22        | 100%     |